# Enrique Aja
Enrique Alberto Aja Cagigas (* 23. März 1960 in Solares (Kantabrien)) ist ein ehemaliger spanischer Radrennfahrer.

## Sportliche Laufbahn
Aja war Straßenradsportler. Als Amateur siegte er 1981 im Etappenrennen Cinturón a Mallorca. 1982 gewann er das Straßenradrennen Bizkaiko Bira.
Von 1983 bis 1992 war Aja als Berufsfahrer aktiv. Er begann seine Profikarriere im Radsportteam Reynolds. 1983 gewann er Etappen in der Vuelta a Cantabria (Zweiter der Gesamtwertung hinter José Luis Laguía) und in der Vuelta a La Rioja (Dritter der Gesamtwertung). 1984 war er auf einem Tagesabschnitt der Vuelta a los Valles Mineros erfolgreich, 1986 in der Vuelta a Cantabria und 1987 in der Vuelta a España. Das Eintagesrennen Gran Premio Valencia (Trofeo Luis Puig) gewann er 1985 vor Faustino Rupérez. Die Vuelta a La Rioja 1985 beendete er als Zweiter. Zweiter wurde er auch in der Vuelta a Burgos 1988 hinter Marino Lejarreta und in der Clásica San Sebastián. 1989 wurde er Gesamtsieger der Vuelta a La Rioja. 1990 wurde Aja Sieger der Trofeo Masferrer und Zweiter im Rennen Subida al Naranco sowie Dritter in der Vuelta a La Rioja.
Die Tour de France fuhr er sechsmal. 1983 wurde er 75., 1984 51., 1985 62., 1986 60., 1987 58. und 1988 64. der Gesamtwertung. Die Vuelta a España bestritt er achtmal. Der 19. Rang 1987 war dabei sein bestes Gesamtresultat.
| Grand Tour            | 1983 | 1984 | 1985 | 1986 | 1987 | 1988 | 1989 | 1990 | 1991 |
| --------------------- | ---- | ---- | ---- | ---- | ---- | ---- | ---- | ---- | ---- |
| Vuelta a EspañaVuelta | –    | 23   | DNF  | 20   | 19   | DNF  | 21   | 40   | 61   |
| Giro d’ItaliaGiro     | –    | –    | –    | –    | –    | –    | –    | –    | –    |
| Tour de FranceTour    | 75   | 51   | 62   | 60   | 58   | 64   | –    | –    | –    |